# Coppa dei Campioni d'Africa 1982
La Coppa dei Campioni d'Africa 1982 è stata la diciottesima edizione del massimo torneo calcistico africano per squadre di club maggiori maschili.

## Risultati

### Turno preliminare
| Squadra 1       | Totale | Squadra 2       | Andata | Ritorno |
| --------------- | ------ | --------------- | ------ | ------- |
| Peacemakers     | 3 - 2  | Maseru Brothers | 1 - 0  | 2 - 2   |
| Atlético Malabo | 1 - 4  | Mouara          | 0 - 1  | 1 - 3   |
| ASC Police      | 1 - 3  | Ajijas Cotonou  | 0 - 2  | 1 - 1   |
| Vital'O         | 3 - 2  | Rayon Sports    | 3 - 1  | 0 - 1   |

### Primo turno
| Squadra 1          | Totale           | Squadra 2        | Andata | Ritorno |
| ------------------ | ---------------- | ---------------- | ------ | ------- |
| Kaloum Star        | 3 - 1            | Real Republicans | 3 - 0  | 0 - 1   |
| Ajijas Cotonou     | 2 - 6            | Stella Adjamé    | 1 - 3  | 1 - 3   |
| Étoile du Congo    | 1 - 2            | Real Bamako      | 1 - 1  | 0 - 1   |
| Lavori Pubblici    | 0 - 1            | Al-Ahly          | 0 - 0  | 0 - 1   |
| Primeiro de Agosto | 1 - 3            | Enugu Rangers    | 1 - 1  | 0 - 3   |
| Semassi            | 3 - 4            | Asante Kotoko    | 3 - 2  | 0 - 2   |
| Dynamos            | 4 - 3            | BDF XI           | 2 - 2  | 2 - 1   |
| Saint Éloi Lupopo  | 7 - 2            | Mouara           | 4 - 2  | 3 - 0   |
| Green Buffaloes    | 2 - 0            | Vital'O          | 0 - 0  | 2 - 0   |
| Invincible Eleven  | 2 - 1            | Tonnerre Yaoundé | 1 - 0  | 1 - 1   |
| RC Kouba           | 4 - 2            | Kénitra          | 1 - 1  | 3 - 1   |
| Somasud            | 4 - 2            | Peacemakers      | 4 - 0  | 0 - 2   |
| Al-Hilal Omdurman  | 1 - 1 (4-1 rig.) | JE Tizi-Ouzou    | 1 - 0  | 0 - 1   |
| USM Libreville     | a tav.           | Gorée            | -      | -       |
| Kampala City       | 4 - 4 (gfc)      | AFC Leopards     | 3 - 0  | 1 - 4   |
| Têxtil do Punguè   | 1 - 4            | Young Africans   | 1 - 2  | 0 - 2   |

### Secondo turno
| Squadra 1         | Totale           | Squadra 2      | Andata | Ritorno |
| ----------------- | ---------------- | -------------- | ------ | ------- |
| Stella Adjamé     | 1 - 1 (3-4 rig.) | RC Kouba       | 1 - 0  | 0 - 1   |
| USM Libreville    | 1 - 2            | Real Bamako    | 1 - 0  | 0 - 2   |
| Al-Ahly           | 6 - 1            | Young Africans | 5 - 0  | 1 - 1   |
| Enugu Rangers     | 1 - 0            | Kaloum Star    | 0 - 0  | 1 - 0   |
| Saint Éloi Lupopo | 1 - 1 (gfc)      | Dynamos        | 0 - 0  | 1 - 1   |
| Green Buffaloes   | 6 - 1            | Somasud        | 3 - 0  | 3 - 1   |
| Invincible Eleven | 0 - 3            | Asante Kotoko  | 0 - 0  | 0 - 3   |
| Al-Hilal Omdurman | 1 - 5            | Kampala City   | 0 - 2  | 1 - 3   |

### Quarti di finale
| Squadra 1         | Totale | Squadra 2       | Andata | Ritorno |
| ----------------- | ------ | --------------- | ------ | ------- |
| Al-Ahly           | 3 - 2  | Green Buffaloes | 3 - 1  | 0 - 1   |
| Enugu Rangers     | 7 - 1  | RC Kouba        | 5 - 0  | 2 - 1   |
| Saint Éloi Lupopo | 4 - 3  | Real Bamako     | 2 - 0  | 2 - 3   |
| Asante Kotoko     | 7 - 1  | Kampala City    | 6 - 0  | 1 - 1   |

### Semifinali
| Squadra 1         | Totale | Squadra 2     | Andata | Ritorno |
| ----------------- | ------ | ------------- | ------ | ------- |
| Enugu Rangers     | 1 - 4  | Al-Ahly       | 1 - 0  | 0 - 4   |
| Saint Éloi Lupopo | 1 - 4  | Asante Kotoko | 1 - 2  | 0 - 2   |

### Finale

#### Andata
| Arbitro: | Zeli |

|                                |           |  |
| Al-Khatib 13’, 34’ Maihoub 59’ | Marcatori |  |

#### Ritorno
| Arbitro: | N'Jie |

|               |           |               |
| Bannerman 12’ | Marcatori | 70’ Al-Khatib |